# ایکسترزاندفورت
ایکسترزاندفورت (به هلندی: Eexterzandvoort) یک منطقهٔ مسکونی در هلند است که در آ ان هونزه واقع شده‌است. ایکسترزاندفورت ۱۵۴ نفر جمعیت دارد.